# 福岡市立宮竹中学校
福岡市立宮竹中学校（ふくおかしりつ みやたけちゅうがっこう）は、福岡県福岡市南区五十川に位置する公立の中学校。

## 概要
那珂川のすぐ近くに敷地があり、対岸には福岡市立塩原小学校、九州大学大橋キャンパスが所在する。また、学校のすぐ隣には雪印メグミルクの福岡工場がある。最寄駅はJR九州鹿児島本線竹下駅である。
第一グランドと第二グランドの間を博多南線と九州新幹線が通っている。
韓国との交流が盛んで過去幾度にもわたりお互いでの交流を深めている。
学級数は2019年現在3学年通して4学級ずつ、それに加え特別支援学級1学級ある。

## 沿革
- 1988年　那珂中学校から分離し開校

## 行事
- 入学式
- 体育大会（5月）
- 合唱コンクール
- バレーボールクラスマッチ
- 卒業式

## 学区
- 宮竹小学校・高木小学校区

## 所在地
- 福岡県福岡市南区五十川1丁目4番1号